# Melnikovo (Kaliningrado)
Melnikovo (en ruso: Мельниково), conocida de manera oficial hasta 1946 como Rudau (en alemán: Rudau, en lituano: Rūdava) es una localidad rural situada en el este del distrito de Zelenogradsk en el óblast de Kaliningrado, Rusia.

## Toponimia
El nombre Rudau probablemente se deriva del prusiano antiguo rūda para marrón rojizo y debería significar algo así como "piscina oxidada o de color". Melnikovo deriva del ruso melniza para molino y se refiere los molinos Ruduur y Laptauer.

## Geografía
Melnikovo está en la orilla del pequeño río Slavnaya (en alemán: Kintaubach) y se encuentra a 17 kilómetros al norte de Kaliningrado y a nueve kilómetros al sur de Zelenogradsk. 

## Historia
El área alrededor de Rudau ya estaba habitada en el primer milenio antes de Cristo. El antiguo pueblo de la iglesia de Rudau fue fundado en 1258 y mencionado por primera vez en 1274. En 1274, la Orden Teutónica construyó un castillo en un lugar de sacrificio en la región colonizada por los prusios (en su idioma, el topónimo Rudowe/Rudau significa algo así como “estanque oxidado o coloreado”). En 1291, Rudau fue asignado a un Ulmann con una jarra y un molino. La costosa batalla de Rudau tuvo lugar el 17 de febrero de 1370 durante la Cruzada lituana entre la Orden y el Gran Ducado de Lituania en la zona norte de Rudau. El 4 de septiembre de 1797, un incendio destruyó casi todo el pueblo, quemando 23 edificios, incluidos los graneros llenos de la cosecha, en pocos minutos. 
El 13 de junio de 1874, Rudau se convirtió en la sede de un distrito administrativo recién establecido que pertenecía al distrito de Fischhausen (distrito de Sambia de 1939 a 1945) en el distrito administrativo de Königsberg en la provincia de Prusia Oriental. En 1910, 577 personas vivían en Rudau.
Ya el 27 de noviembre de 1896, Rudau se amplió con la incorporación de la propiedad Heybüchen (que ya no existe en la actualidad). Esto fue seguido el 25 de junio de 1904 por la incorporación de Jaxen, el 26 de septiembre de 1905 por Sandhof (que ya no existe) y el 30 de septiembre de 1928 por el distrito de Backeln. La población aumentó a 1.010 en 1933 y ya era de 1.052 en 1939.
Como resultado de la Segunda Guerra Mundial, Rudau llegó con todo el norte de Prusia Oriental a la Unión Soviética y recibió el nombre de Melnikovo en 1947. Al mismo tiempo, el lugar se convirtió en la sede de un consejo de aldea en el raión de Primorsk y desde 2015 al distrito de Zelenogradsk.

## Demografía
En 1910 la localidad contaba con 1047 residentes y el número alcanzaba los 1359 en 1939. En el pasado la mayoría de la población estaba compuesta por alemanes, pero tras el fin de la Segunda Guerra Mundial fueron expulsados a Alemania y se repobló con rusos.
| Gráfica de evolución de Melnikovo entre 1910 y 2010 |
|                                                     |

## Economía
Durante el período soviético, funcionó la granja colectiva que lleva el nombre del XXII Congreso del Partido (el nombre anterior era Stalin). En 1992, la granja colectiva se reorganizó en una sociedad anónima, OAO Melnikovo. En Melnikovo hay una gran granja de cerdos para 30 mil cabezas.

## Infraestructura

### Arquitectura y monumentos
En una pequeña colina hay una iglesia del siglo XIV y dentro estaba la armadura del Mariscal de la Orden, Henning Schindekopf, que cayó en la batalla de Rudau. No fue destruida en la Segunda Guerra Mundial y hasta la década de 1980, la iglesia de Rudau se utilizó como almacén de granos y sala de secado. Después de eso, el edificio fue abandonado. Hoy sólo se conservan sin techo los muros exteriores de la torre y de la nave, que corren peligro de derrumbarse. Hoy en día en el pueblo hay una casa de la cultura y una escuela.
Había un castro en la colina cerca de Rudau, que incluía un sitio de sacrificio cercano. La Orden Teutónica construyó una casa permanente aquí alrededor de 1263, que se amplió en un complejo de castillos. Casi no hay noticias sobre este castillo, ni siquiera sobre su decadencia. En 1723 sólo se encontraron algunos trozos de muro, lo que puede indicar restos de cimientos en el suelo.

### Transporte
Una carretera lateral atraviesa la ciudad, que conecta Kashtanovka con la carretera principal rusa A 191 con Nisovka.  Kashtanovka es también la estación de tren más cercana y se encuentra en la línea ferroviaria Kaliningrado-Zelenogradsk-Pionerski. 

## Personajes ilustres
- Karl Kollwitz (1863-1940): médico alemán en Berlín para los pobres, concejal del SPD y esposo de la pintora y escultora Käthe Kollwitz.